# Edmond Verhamme

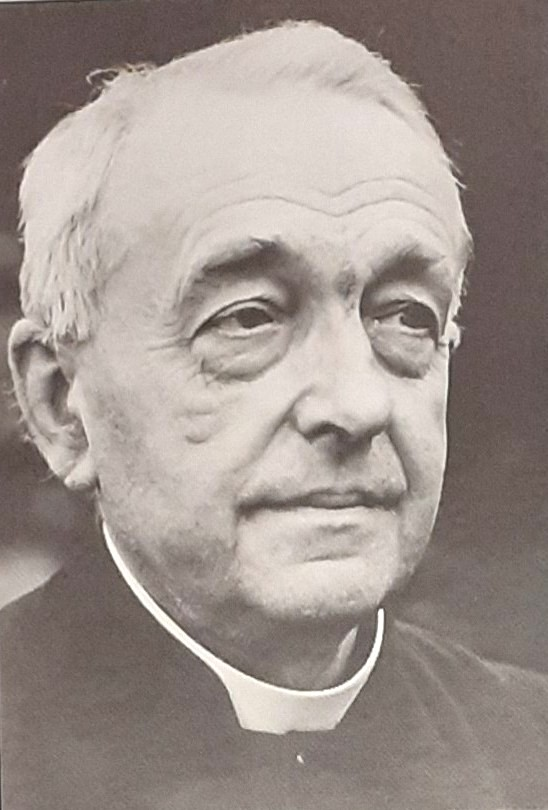
Kanunnik Edmond Verhamme

Edmond Verhamme (Deerlijk, 31 december 1879 – Brugge, 14 november 1964) was een Vlaamse geestelijke, leerkracht en inspecteur onderwijs.

## Afkomst
Edmond Verhamme werd geboren in een landbouwersgezin langs de Oude Heerweg 24 te Sint-Lodewijk. De ouderlijke hoeve (later genoemd Pladijshof) werd uitgebaat door vader Theophiel en moeder Leonie Vanneste.

## Studies en priesterwijding
Verhamme doorliep de lagere school te Sint-Lodewijk; vermoedelijk was dit de vrije jongensschool van meester Rudolf Lambert. Vervolgens ging hij samen met zijn broer Arthur naar het “Landbouwcollege” te Avelgem en daarna naar de Broeders van de Christelijke Scholen te Malonne (bij Namen). Aan het Klein Seminarie te Roeselare deed hij het 6de Latijnse. Hij had er Alberic Decoene als klasgenoot. 
In 1900 beëindigde hij na vijf jaren de retorica. Zijn getuigschrift van volledige oude humaniora kon niet worden erkend. Toch werd Verhamme na zijn seminariestudies in 1904 naar de universiteit van Leuven gestuurd. Hij zou er klassieke letteren studeren om later les te geven in de retorica van het bisschoppelijk college (Sint-Stanislascollege) van Poperinge. Na veertien dagen al werd hij teruggeroepen uit Leuven en benoemd als leraar van de 3de Latijnse aan het Sint-Lodewijkscollege te Brugge. Een maand later –  op 17 december 1904 – werd hij tot priester gewijd in Brugge.

## Leraar in Poperinge en in Kortrijk
In oktober 1905 werd Verhamme alsnog overgeplaatst naar het Sint-Stanislascollege in Poperinge, als opvolger van Leo Theofiel Delanote, die benoemd werd tot pastoor van Otegem. Uiteindelijk zou hij les geven in Poperinge tot 1924. Deze periode werd echter voor bijna vijf jaar onderbroken door de oorlog. 
Tijdens de vakantiedagen van augustus-september 1914 was Verhamme op bezoek in zijn ouderlijke huis. Hij werd er verrast door de oorlog. Al vlug kon hij door de snel veranderende oorlogsomstandigheden niet meer terugkeren naar Poperinge.  Er zat voor hem niets anders op dan in bezet gebied te blijven. Hij aanvaardde een opdracht aan het Sint-Amandscollege in Kortrijk (van 1915 tot 1919). Hij stond er voor het 3de Latijnse, naar zijn aanvoelen een klas ver beneden zijn mogelijkheden. Hij ervaarde het als een degradatie. Toch wierp hij zich met hart en ziel op zijn nieuwe taak.
Op 15 mei 1919 werden de lessen in Poperinge hervat en Verhamme keerde terug.

## Onderwijsmethodes
Verhamme werd door zijn collega’s én leerlingen geprezen om zijn onderwijsmethodes. Hij was een begrijpende, bezadigde leraar met een diep psychologisch inzicht. Met woorden van aanmoediging en lof voor zijn leerlingen bereikte hij mooie resultaten. De leerlingen werden zich bewust van hun eigenwaarde.
Aan de vier hoogste klassen gaf Verhamme in de eerste plaats Latijn, maar ook Duits. Hij was heel belezen; de klasbibliotheek vulde hij aan met nieuwe werken uit zijn eigen bibliotheek. Op Allerheiligen mocht zijn klas hem bezoeken in zijn kamer. Daarbij werd een sigaar gerookt en een glas wijn gedronken, iets wat vroeger ondenkbaar was. Op zondagavond waren er klasvergaderingen van de Lettergilde, voor poësis en retorica. Onder de leiding van Verhamme werd er geoefend in het geven van voordrachten.

## Principaal
Na zijn tijd als leraar werd hij op 19 september 1924 benoemd tot principaal (directeur) van het Sint-Stanislascollege van Poperinge. De bescheiden Verhamme had het in deze nieuwe functie niet gemakkelijk. Eigenlijk was hij liever klasleraar gebleven. Tussen zijn vele werk door vond hij toch de mogelijkheid om nog wat lessen Duits te geven.

## Diocesaan inspecteur
Op 3 oktober 1929 werd Verhamme door Mgr. Waffelaert benoemd tot diocesaan inspecteur van het bisdom Brugge. Hij werd hoofdinspecteur van het diocesaan middelbaar en technisch onderwijs. Vanaf die dag bekleedde hij tezelfdertijd het ambt van principaal en van inspecteur. Tot 27 augustus 1930 zou dit zo blijven. Toen kwam er een nieuwe principaal van het college. Verhamme kon zich nu ten volle concentreren op zijn functie als inspecteur. Telkens weer reisde hij het bisdom af per trein en per tram. Alleen de bisschop kon zich toen immers een auto veroorloven. Hij werd bekend om zijn nauwgezet uitgevoerde inspectiebeurten.
Als inspecteur heeft hij drie kleine brochures en een zevental artikels gepubliceerd in het diocesane tijdschrift Revue pratique de l’Enseignement catholique. Al in 1930 vernederlandste hij de naam van dit tijdschrift tot Berichten en Mededeelingen. Daarmee brak hij bewust met de ouderwetse (Franstalige) onderwijspolitiek van zijn voorgangers. In 1934 kwam zijn nieuwe Leerplan, leerboeken en lessenrooster voor de Bisschoppelijke colleges van het bisdom Brugge uit. Voor de eerste keer was een leerplan consequent in het Vlaams opgesteld, met de wet van 14 juli 1932 op het taalgebruik in het middelbaar onderwijs in het achterhoofd. Hij was ook de promotor van het Vlaams middelbaar onderwijs voor meisjes. Vlaamsgezinde priesters zoals Robrecht Stock en Karel Berquin zouden zijn inspanningen voortzetten.

## Ere-kanunnik en titulair kanunnik
Op 25 september 1930 was Verhamme ere-kanunnik geworden van de kathedraal van Brugge; van 25 september 1945 tot 20 januari 1954 was hij er ook titulair kanunnik van.

## Geestelijk bestuurder
Op 7 mei 1932 werd Verhamme geestelijk bestuurder van de Congregatie van de Zusters Dominicanessen van de Heilige Catharina van Siëna (Engelendale) te Brugge. Hij bleef dit tot zijn dood.

## Directeur van Vlaanderens Bedevaarten
Tijdens zijn periode in Kortrijk gedurende de Eerste Wereldoorlog had Verhamme Frans Lamoral leren kennen, medestichter in 1898 van Vlaanderens Bedevaarten. Zij werden vrienden en Verhamme werd al gauw betrokken bij de organisatie van deze bedevaarten. Al in september 1920 was hij onderdirecteur van deze bedevaart en in 1923 directeur.
Minstens tweemaal per jaar vond er een achtdaagse bedevaart plaats naar Lourdes, waar Verhamme zijn schouders onder zette. Daarbij kreeg hij de steun van de zonen van Frans Lamoral. Er kwam een dienst der predikanten, een dienst der verslaggevers, een dienst voor liturgische gezangen, een ziekendienst, een geneesherendienst en een dienst voor aalmoezeniers en brancardiers. Verhamme hield de touwtjes zorgvuldig in handen, maar hij bleef er minzaam en eenvoudig onder. Dit maakte indruk op iedereen.
Uiteindelijk maakte Verhamme 43 bedevaarten mee. De eerste was vóór de Eerste Wereldoorlog, de laatste in augustus 1956. In 1933 werd hij door Mgr. Gerlier aangesteld tot erekapelaan van Onze-Lieve-Vrouw van Lourdes. Hij werd in dat jaar ook ridder in de Leopoldsorde. Na 1956 nam hij niet meer deel aan de bedevaarten, maar tot 1962 werkte hij nog aan het jaarlijkse Mariaboek.

## Vlaams bewustzijn
Edmond Verhamme was heel Vlaamsgezind. Hij bestudeerde grondig de gedichten van Guido Gezelle en de dramaturgie van Joost van den Vondel. Hij onderhield in 1906 een correspondentie met Jan Bernaerts over de taalstudie van Robrecht De Smet en Thaddeus Spaeninckx. In augustus 1907 was hij met tal van West-Vlaamse collegeleraars aanwezig in Leuven bij de pas gestichte Vacantieleergangen.
Als lesgever bracht hij zijn leerlingen de Vlaamse cultuur bij en als inspecteur heeft hij een grote bijdrage geleverd om het Nederlands in te voeren in het vrij onderwijs. Op het eerste nationale congres van het katholiek middelbaar onderwijs, in september 1911, hield hij een betoog over "De Uitspraak van het Nederlandsch". In dezelfde periode schreef en bracht hij een werkje uit, genaamd De Uitspraak van het Nederlandsch ten gerieve der Westvlaamsche Studenten. Na de oorlog zouden Verhamme en Oscar Verhaeghe uit Roeselare de Vlaamsgezinde leraars vertegenwoordigen in het Franstalige hoofdbestuur van het katholiek middelbaar onderwijs in Brussel.
Vanaf mei 1912  werkte Verhamme mee met de "Vlaamsche Vrienden", een Vlaamsgezinde culturele vereniging, actief in de Westhoek. Hij hield er bevlogen voordrachten over Guido Gezelle en lezingen over het belang van het 11-julifeest en de Vlaamse vlag. Voortaan werden 11-julivieringen in Poperinge een traditie en Verhamme kon hiervoor belangrijke sprekers strikken, zoals Cesar Gezelle, Cyriel Verschaeve, Ernest Claes, Jan Grauls en Felix Timmermans.
Intussen was hij ook bij de Davidsfondsafdeling van Poperinge aan de slag. Doorheen de jaren was de werking van deze vereniging verminderd en uiteindelijk stilgevallen. Met Verhamme als voorzitter maakte de afdeling een doorstart. Hij wist het wantrouwen tussen de "Vlaamsche Vrienden" en het Davidsfonds te overwinnen en hen zelfs tot samenwerking aan te zetten. Samen organiseerden zij onder meer de Deken De Bo-feesten, ter gelegenheid van de 25ste verjaardag van de oprichting van het praalgraf van deze West-Vlaamse priester en geleerde. Hiervoor was een werkcomité gecreëerd met Verhamme als enthousiaste voorzitter en gangmaker.
24 augustus 1913 was de dag waarop de feesten plaatsvonden. Verhamme hield aan het graf van De Bo een toespraak over diens leven en werken. Andere sprekers die dag waren Lodewijk Dosfel, Frans Van Cauwelaert, Hugo Verriest, August Borms en Ernest Claes. De De Bo-cantate van Peter Benoit werd uitgevoerd door meer dan 800 zangers. Er waren niet minder dan 20.000 aanwezigen op deze gedenkdag. In 1914 schreef Verhamme het werk Een groot Vlaming. Deken De Bo, zijn leven en zijn werken.
Na de moeilijke oorlogsjaren kwam einde 1919 het Davidsfonds van Poperinge weer tot bloei. Met Verhamme aan het roer nam de cultuurbeleving een hoge vlucht. Hij zou van 1911 tot 1930 voorzitter blijven van de vereniging. In 1913 had hij nog een Davidsfonds-bibliotheek opgericht, die later grotendeels de basis zou vormen van de stadsbibliotheek van Poperinge.

## Overlijden
Vanaf einde 1962 ging de gezondheid van Verhamme stelselmatig achteruit. Op 14 november 1964 stierf hij in zijn huis op de Vlamingdam te Brugge. Voor bewezen diensten ontving hij postuum de pauselijke onderscheiding Bene Merenti.
Edmond Verhamme kreeg zijn laatste rustplaats op het kerkhof van Sint-Lodewijk (Deerlijk), Blok A, rij 10, perceel 152.

## Hulde
Als eerbetoon werd er in 1965 in Sint-Lodewijk – het geboortedorp van Edmond Verhamme – een straat naar hem vernoemd: de Verhammelaan.

## Publicaties
- De uitspraak van het Nederlands voor West-Vlaamse studenten, 1911.
- Deken De Bo, zijn leven en zijn werk, 1914.